# Schomberg Kerr
Schomberg Henry Kerr KT (ur. 2 grudnia 1833 w Newbattle Abbey, zm. 17 stycznia 1900 w Westminsterze) – brytyjski arystokrata, polityk i dyplomata, syn Johna Kerra, 7. markiza Lothian, i lady Cecil Chetwynd-Talbot, córki 2. hrabiego Talbot.

## Życiorys
Wykształcenie odebrał w Eton College i w New College na Uniwersytecie w Oksfordzie. Karierę polityczną zaczynał w dyplomacji, jako attaché ambasady brytyjskiej w Lizbonie (1854), Teheranie (1854), Bagdadzie (1855) i Atenach (1857). Później był drugim sekretarzem ambasad we Frankfurcie (od 1862), Madrycie (od 1865) i Wiedniu (od 1865).
Tytuł markiza Lothian i przysługujące mu miejsce w Izbie Lordów odziedziczył po śmierci swojego starszego brata Williama w 1870 r. W latach 1874–1900 pełnił urząd Lorda Strażnika Tajnej Pieczęci w Szkocji, w latach 1887-1892 był ministrem ds. Szkocji w rządzie markiza Salisbury. W 1878 r. został kawalerem Orderu Ostu, zaś w 1886 r. został członkiem Tajnej Rady. W latach 1887–1890 był rektorem uniwersytetu w Edynburgu.
Lord Lothian był kolekcjonerem sztuki. Kiedy pracował w placówkach na Bliskim Wschodzie zebrał pokaźną kolekcję okazów sztuki asyryjskiej, którą wywiózł do Szkocji. W 1886 r. był prezesem Międzynarodowej Wystawy Przemysłu, Nauki i Sztuki w Edynburgu.
23 lutego 1865 r. w Dalkeith poślubł lady Victorię Alexandrę Montagu-Douglas-Scott (20 listopada 1844 - 19 czerwca 1938), córkę Waltera Montagu-Douglasa-Scotta, 5. księcia Buccleuch, i lady Charlotty Anne Thynne, córki 2. markiza Bath. Schomberg i Victoria mieli razem trzech synów i sześć córek:
- Cecil Victoria Constance Kerr (14 lutego 1866 - 13 września 1919), żona Johna Douglas-Scott-Montagu, 2. barona Montagu of Beaulieu, miała dzieci
- Walter William Schomberg Kerr (29 marca 1867 - 15 czerwca 1892), hrabia Ancram
- Margaret Isobel Kerr (12 czerwca 1868 - 2 września 1964), nie wyszła za mąż
- Schomberg Henry Mark Kerr (4 sierpnia 1869 - 25 sierpnia 1870)
- Mary Kerr (25 grudnia 1870 - 31 grudnia 1958), żona Henry’ego Kidda, nie miała dzieci
- Helen Victoria Lilian Kerr (9 grudnia 1872 - 4 czerwca 1968), żona pułkownika Fredericka Waltera Kerra, miała dzieci
- Robert Henry Schomberg Kerr (22 marca 1874 - 16 marca 1930), 10. markiz Lothian
- Victoria Alexandra Alberta Kerr (7 listopada 1876 - 23 maja 1956), żona majora Williama Sullivana Goslinga, miała dzieci
- Isobel Alice Adelaide Kerr (25 września 1881 - ?), żona Jamesa Hepburne-Scotta, miała dzieci